# Filé à JK

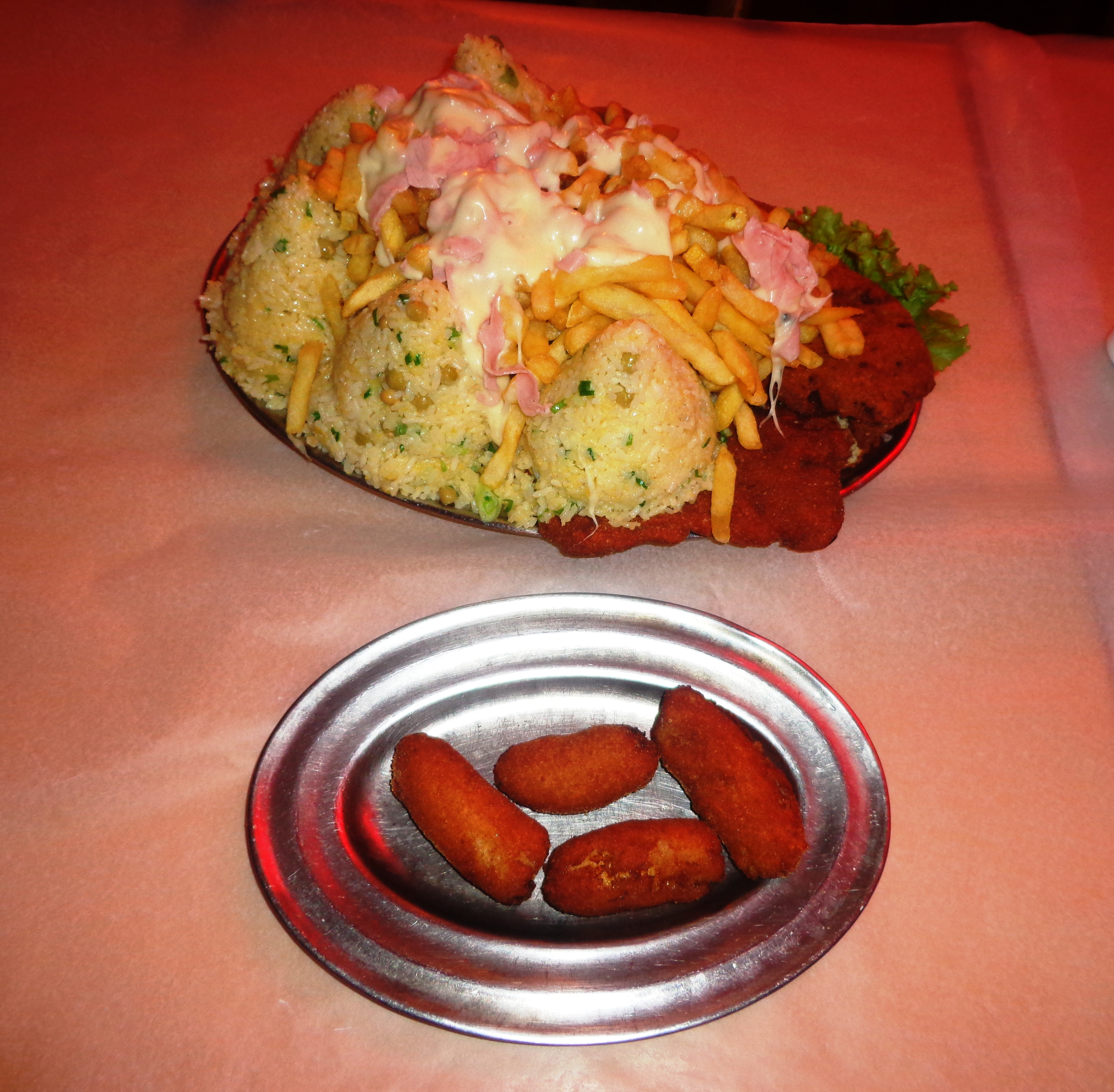
Filé a JK.

Filé à JK é um prato típico da cidade brasileira de Franca (estado de São Paulo) e foi batizado em homenagem ao presidente Juscelino Kubitschek (1902-1976).

## Descrição e história
O prato consiste de filé mignon recheado com queijo muçarela e presunto (e fritos à milanesa), acompanhado de batata frita, banana à milanesa e arroz (com gemas pasteurizadas, ervilhas, cebolinha e manteiga).
A história alimentada pelos moradores de Franca e que impulsionou a fama do prato é de que Juscelino Kubitschek visitou a região e se hospedou em um hotel em Araxá, onde teria preparado o prato. A receita chegou a Franca quando um dos cozinheiros do hotel de Araxá começou a trabalhar num restaurante da cidade no fim dos anos 1950. Outra versão é de que esse cozinheiro preparou o prato a pedido do presidente.
O prato se popularizou e pode ser encontrado em restaurantes espalhados pelo Brasil.
Em 2013 o prato foi tombado como patrimônio histórico e cultural do município de Franca.